# Ramaria sclerocarnosa
Ramaria sclerocarnosa är en svampart som beskrevs av R.H. Petersen 1988. Ramaria sclerocarnosa ingår i släktet Ramaria och familjen Gomphaceae.   Inga underarter finns listade i Catalogue of Life.